# 金井健一
金井健一（かないけんいち、1973年6月18日 - ）は、日本の著作家、エッセイストである。

## 来歴・人物
東京都出身。高校を卒業後、20業種の職業を経験。
28歳のときに人材派遣業を起業したが2年後に巨額の借金とともに倒産。その後、裸一貫から看板などの飛び込み営業で借金を返済し、投資業へと転職し財を築く。
様々な人間関係と豊富な人生経験から作家としても活躍。

## 著書
- 「感謝のサンプル52」（飯塚書店・編集宮崎博）
- 「すればするほど幸せになる感謝のサンプル52（ 飯塚書店、2010.3）

| スタブアイコン | サブスタブ | この項目は、まだ閲覧者の調べものの参照としては役立たない、文人（小説家・詩人・歌人・俳人・作詞家・作家・放送作家・随筆家（コラムニスト）・文芸評論家）に関連した書きかけの項目です。この項目を加筆・訂正などしてくださる協力者を求めています（P:文学/PJ:作家）。 |